# Roser Arqués
Roser Arqués (Deltebre, 1985) és una fotògrafa catalana. Estudia l'Escola d'Art i Disseny de la Diputació de Tarragona. Posteriorment fa dues masterclass amb els fotògraf Ricky Dàvila i Jordi Bernadó.
Alguns dels seus projectes més recents són: “This is not USA”, és un projecte en el qual la incidència de la cultura visual és molt present. L'artista ens planteja la relació existent entre els paisatges desèrtics dels Estats Units i el Delta de l'Ebre; “Introspective”, és una sèrie molt personal, íntima. Neix de la necessitat de l'autoconeixement mitjançant la imatge; “No lugares”, és un projecte que reprèn l'interès de l'artista té pel camp de l'antropologia i de la identitat; i “Espais indecisos”, pren com a inspiració els textos d'un dels paisatgistes més reconeguts internacionalment, Gilles Clément. En les seves obres, Arqués, ens parla d'espais abandonats, cases semi derruïdes, etc. Aquest últim projecte a estat un dels quatre seleccionats en la convocatòria #ebregent 2015 al Centre d'Art Lo Pati d'Amposta. També ha participat en Stripart 2016, 21a Mostra d'Art Jove, convocada pel Centre d'Art Guinardó, de Barcelona.
L'obra de Roser Arqués té un fonament intel·lectual, un component teòric important que sosté el seu treball i hi aporta idees per al seu desenvolupament com a creadora. Hi ha en les seves fotografies aspectes antropològics, socials, de relació amb el seu entorn, en el qual el paisatge és essencial.
L'any 2010: Millor projecte de fotografia de l'Escola, que va convertir en un llibre autoeditat titulat Les festes a les Terres de l'Ebre. Aquest treball també fou seleccionat en el festival Emergent Lleida 2010
Web personal: www.roserarques.com